# 髂腰動脈
髂腰動脈（iliolumbar artery）是发自髂内动脉起始部供应盆壁的分支动脉，行于腰大肌深面，分布至髂腰肌和腰方肌。

## 外部連結
- 全部動脈(artery)流動列表
- 人体解剖学在线（Human Anatomy Online）网站上的相关图片：44:10-0100
- Illustration at mrcog-wiseowl.com

本條目包含來自屬於公共領域版本的《格雷氏解剖學》之內容，而其中有些資訊可能已經過時。